# Estação Mogilevskaya

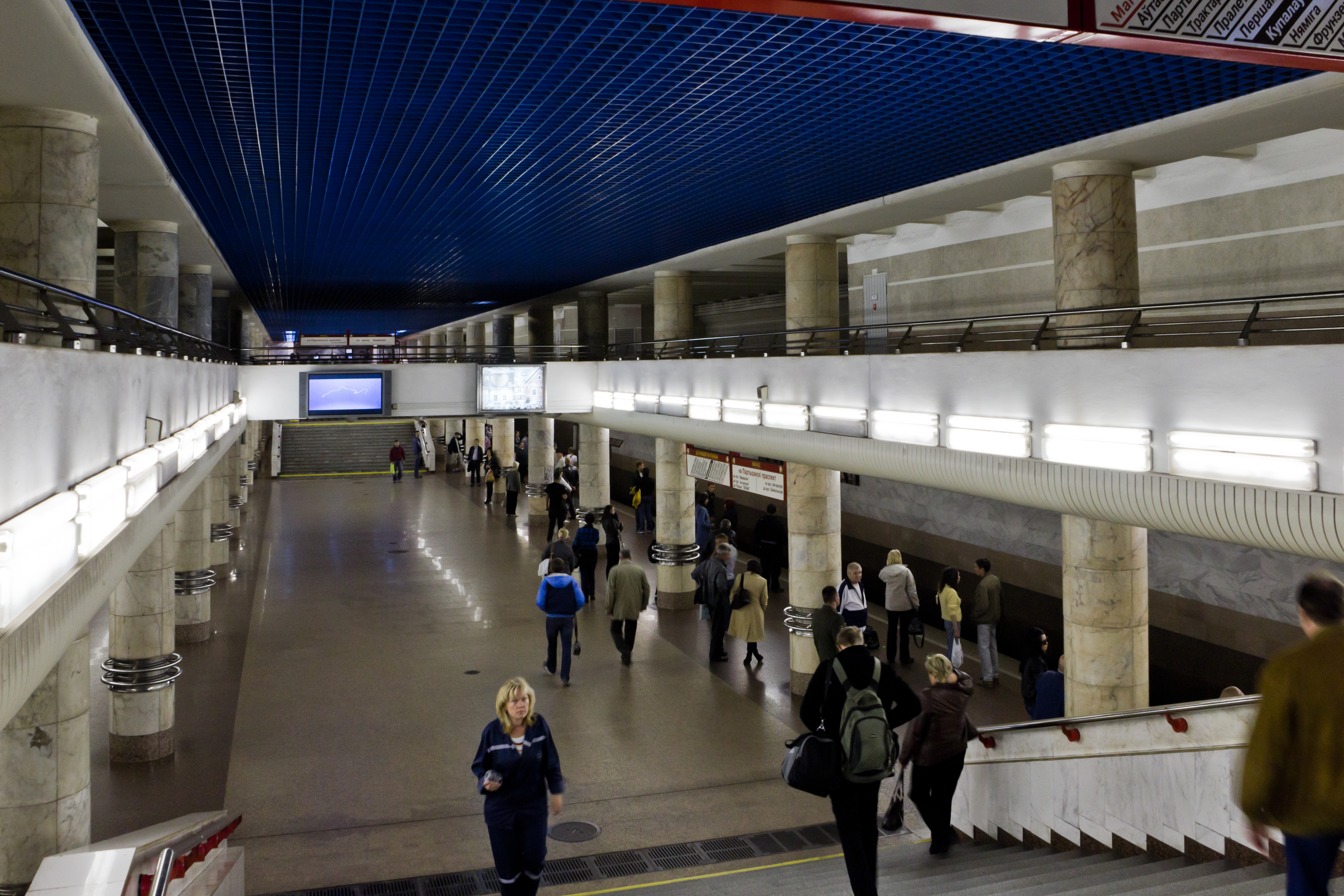
Estação de Mogilyovskaya

Mogilevskaya (ou Mogilyovskaya) é uma das estações terminais da linha Avtozavodskaya do metro de Minsk, na Bielorrússia.